# Prestonia leco
Prestonia leco är en oleanderväxtart som beskrevs av A.Fuentes och J.F.Morales. Prestonia leco ingår i släktet Prestonia och familjen oleanderväxter. Inga underarter finns listade i Catalogue of Life.